# Boeing Monomail
Boeing Model 200 Monomail là một loại máy bay đưa thư của Hoa Kỳ vào đầu thập niên 1930.

## Thiết kế và phát triển
Chiếc máy bay này đã đánh dấu một sự chuyển hướng từ mô hình máy bay hai tầng cánh truyền thống cho máy bay vận tải, đã chuyển sang mô hình máy bay một tầng cánh đặt thấp và làm hoàn toàn bằng kim loại. Bộ phận hạ cánh có thể thu vào thân và thân máy bay có dạng thuôn dài đã làm tăng hiệu quả khí động học của máy bay. Một mẫu thử nghiệm đã được chế tạo để đánh giá bởi cả Boeing và Lục quân Hoa Kỳ (dưới tên gọi Y1C-18), nhưng không được đưa vào sản xuất hàng loạt, và máy bay cuối cùng được đưa vào hoạt động trong đội bay của Boeing ở tuyến đường bay vận chuyển thư San Francisco-Chicago từ tháng 7-1931.
Phiên bản thứ hai được phát triển có tên gọi Model 221, với thân được kéo dài thêm 8 inch (20 cm), và phiên bản này đã hy sinh một phần khả năng chở hàng, để có thể mang theo 6 hành khách trong một cabin kín, tuy nhiên phi công lại ở trong một buồng lái mở. Phiên bản này bay lần đầu vào ngày 18 tháng 8-1930. Cả Model 200 và Model 221 cuối cùng đã được sửa đổi để hoạt động xuyên lục địa với tên gọi mới là Model 221A, thân máy bay được kéo dài một phần nhỏ. Máy bay hoạt động trên tuyến đường bay Cheyenne-Chicago của United Air Lines.
Thiết kế tiên tiến hơn của Monomail đã bị ngăn trở bởi việc thiếu công nghệ động cơ thích hợp và cánh quạt. Khi công nghệ động cơ và chế tạo cánh quạt vượt trội, thiết kế mới của Mônmail được trang bị nhiều động cơ công suất lớn với hiệu suất vượt trội.

## Các phiên bản
Model 200
máy bay chở thư (1 chiếc)
Model 221
máy bay chở thư có thể chở 6 hành khách (1 chiếc)
Model 221A
Model 200 và 221 chuyển thành máy bay chở khách, chở được 8 người

## Quốc gia sử dụng
Hoa Kỳ
- Boeing Air Transport
- United Air Lines

## Thông số kỹ thuật (Model 221)

### Đặc điểm riêng
- Tổ lái: 1
- Sức chứa: 6 hành khách
- Chiều dài: 59 ft 1 in (18 m)
- Sải cánh: 41 ft 10 in (12.75 m)
- Chiều cao: n/a
- Diện tích cánh: n/a
- Trọng lượng rỗng: n/a
- Trọng lượng cất cánh: n/a
- Trọng lượng cất cánh tối đa: 8.000 lb (3.628.7 kg)
- Động cơ: 1× Pratt & Whitney Hornet B, 575 hp (428.8 kW)

### Hiệu suất bay
- Vận tốc cực đại: 158 mph (254 km/h)
- Vận tốc hành trình: 135 mph (217 km/h)
- Tầm bay: 575 mi (925 km)
- Trần bay: 14.700 ft (4.480.5 m)
- Vận tốc lên cao: n/a
- Lực nâng của cánh: n/a
- Lực đẩy/trọng lượng: n/a

### Máy bay có tính năng tương đương
- Lockheed Orion
- Northrop Alpha